# شهرستان کلینتون (میشیگان)
شهرستان کلینتون، میشیگان (به انگلیسی: Clinton County, Michigan) یک سکونتگاه مسکونی در ایالات متحده آمریکا است که در میشیگان واقع شده‌است.